# Sigmodesmus leigon
Sigmodesmus leigon är en mångfotingart som beskrevs av Chamberlin 1927. Sigmodesmus leigon ingår i släktet Sigmodesmus och familjen Gomphodesmidae. Inga underarter finns listade i Catalogue of Life.